# غريغ جاكسون (مدرب كرة سلة)
غريغ جاكسون (بالإنجليزية: Greg Jackson)‏ هو مدرب كرة سلة أمريكي، ولد في 29 ديسمبر 1959 في أوغستا في الولايات المتحدة.